# Lista cartierelor din Brăila
Aceasta este o listă a cartierelor din municipiul Brăila
1. Unu Mai : în zona Vestică, se învecinează cu următoarele cartiere: Obor (Sud), Dorobanților (Sud-Est), Gării/Victoriei (Nord-Est), Apollo (Nord), Nedelcu Chercea (Vest).
2. Ansamblul Buzăului : în zona Sudică, se învecinează cu următoarele cartiere: Radu Negru (Vest, Sud și Est) și Monument Parc (Nord).
3. Ansamblul Cimbrului : în zona Nordică, se învecinează cu următoarele cartiere:  Nedelcu Chercea (Sud-Vest), Catanga-Marna (Sud-Est), Progresul (Nord-Est), Timpuri Noi / Locuri Noi (Nord-Vest).
4. Ansamblul Lanului : în zona Vestică, se învecinează cu următoarele cartiere: deVest/Cetatea Rusului (Sud-Vest), Nedelcu Chercea (Sud-Est, Est).
5. Artiștilor ( în zona Sudică, se învecinează cu următoarele cartiere:  Clony (Sud-Est), Viziru 2 (Nord-Est), Tineretului (Nord), Hipodrom (Nord-Vest), Caporalul Mușat (Sud-Vest), Călărași 4/Ciocârlia (Sud).
6. Apollo : în zona Vestică, se învecinează cu următoarele cartiere: 1 Mai (Sud-Vest), Gării/Victoriei (Sud-Est), Carpați-Galați (Nord-Est), Islaz (Nord), Catanga-Marna (Nord-Vest), Nedelcu Chercea (Vest).
7. Brăila Sud/Mecanizatorilor : în zona Sudică, se învecinează cu următoarele cartiere: Radu Negru (Vest), Viziru 1 (Nord-Vest, Nord).
8. Brăilița : în zona Nordică, se învecinează cu următoarele cartiere: Plantelor (Sud), Progresul (Vest), Pisc (Nord) și arealul verde Jakobsonstal (Est).
9. Carpați-Galați : în zona Nord-Centrală, se învecinează cu următoarele cartiere: Unirii Nord/Poarta Mică (Sud),  Biserica Veche/ Centru Vechi Nord (Sud), Comorofca (Est),  Plantelor (Nord-Est), Islaz (Nord-Vest), Apollo (Vest), Gării/Victoriei (Sud-Vest).
10. Caporalul Mușat : în zona Sudică, se învecinează cu următoarele cartiere: Viziru 3 (Vest, Sud-Vest), Călărași 4/Ciocârlia (Sud-Est), Clony (Est), Artiștilor (Nord-Est), Hipodrom (Nord-Vest) și Monument Parc (Vest).
11. Călărași 4/Ciocârlia : în zona Sudică, se învecinează cu următoarele cartiere: Viziru 3 (Vest), Caporalul Mușat (Vest, Nord-Vest), Artiștilor (Nord), Clony (Vest), Viziru 1 (Sud).
12. Centru Civic/ Esplanada : în zona Centrală, se învecinează cu următoarele cartiere: Viziru 2 (Sud), Belvedere/Centru Vechi Sud (Nord), Unirii Sud/Poarta Mare (Nord-Vest),  Tineretului (Sud-Vest).
13. Centru Vechi Nord/Biserica Veche : în zona Centrală, se învecinează cu următoarele cartiere: Belvedere/Centru Vechi Sud (Sud), Unirii Nord/ Poarta Mică (Vest), Carpați-Galați (Nord-Vest), Comorfca (Nord).
14. Centru Vechi Sud/ Belvedere : în zona centrală, se învecinează cu următoarele cartiere: Centru Civic/Esplanada (Sud), Unirii Sud/ Poarta Mare (Vest), Biserica Veche/ Centru Vechi Nord (Nord).
15. Chercea/Nedelcu Chercea : în zona Vestică, se învecinează cu următoarele cartiere: Lacu Dulce/Flămânda (Sud), deVest/Cetatea Rusului (Vest), Ansamblul Lanului (Nord-Vest), Ansamblul Cimbrului (Nord), Catanga-Marna (Nord-Est),  Apollo (Est),  1 Mai (Est), Obor (Sud-Est).
16. Clony : în zona Sudică, se învecinează cu următoarele cartiere: Călărași 4/Ciocârlia (Sud-Est, Sud), Caporalul Mușat (Vest),  Artiștilor( Nord, Nord-Est).
17. Colonia 10 : în zona Sudică, izolat de restul orașului, poziționat între localitățile următoare: Albina (Sud), Chișcani (Est), Vărsătura (Nord-Est), Băile Lacu Sărat (Nord), Brăila (Nord), Lacu Sărat Sat (Vest).
18. Comorofca : în zona Nord-Centrală, se învecinează cu următoarele cartiere: Biserica Veche/Centru Vechi Nord (Sud), Unirii Nord/Poarta Mică (Sud-Vest), Carpați-Galați (Vest, Nord-Vest), Plantelor (Nord).
19. deVest/Cetatea Rusului : în zona Vestică, se învecinează cu următoarele cartiere: Minerva (Sud-Vest), Nedelcu Chercea (Sud-Est, Est), Ansamblul Lanului (Nord).
20. Dorobanților : în zona Vest-Centrală, se învecinează cu următoarele cartiere: Școlilor (Sud), Obor (Sud-Vest), 1 Mai (Vest, Nord-Vest), Gării/Victoriei (Nord), Unirii Nord/Poarta Mică (Nord-Est), Unirii Sud/Poarta Mare (Sud-Est).
21. Gării/Victoriei : în zona Vest-Centrală, se învecinează cu următoarele cartiere: Dorobanților (Sud),  1 Mai (Vest), Apollo (Nord-Vest), Islaz (Nord), Carpați-Galați (Nord-Est),  Unirii Nord/Poarta Mică (Est).
22. Islaz : în zona Nord-Vestică, se învecinează cu următoarele cartiere:  Gării/Victoriei (Sud), Apollo (Sud-Vest), Catanga-Marna (Vest), M. Kogălniceanu (Nord), Plantelor (Est),  Carpați-Galați (Sud-Est).
23. Hipodrom : în zona Sud-Vestică, se învecinează cu următoarele cartiere: Caporalul Mușat (Sud),  Lacu Dulce ANL (Vest), Lacu Dulce/Flămânda (Nord-Vest), Obor (Nord), Școlilor (Nord-Est), Tineretului (Est), Artiștilor (Sud-Est).
24. Lacu Dulce (fost Flămânda <1940) : în zona Vestică, se învecinează cu următoarele cartiere: Lacu Dulce ANL (Sud), Obor (Est), 1 Mai (Nord-Est), Nedelcu Chercea (Nord), deVest/Cetatea Rusului și Minerva (Nord-Vest).
25. Lacu Dulce ANL : în zona Vestică, se învecinează cu următoarele cartiere: Radu Negru (Sud), Hipodrom (Est), Lacu Dulce/Flămânda (Nord).
26. M. Kogălniceanu : în zona Nordică: Islaz (Vest, Sud), Plantelor (Est),  Brăilița (Nord-Est), Progresul (Nord).
27. Minerva : în zona Vestică, se învecinează cu următoarele cartiere: Lacu Dulce/Flămânda (Sud), Nedelcu Chercea (Est), deVest/Cetatea Rusului (Est, Nord).
28. Plantelor : în zona Nordică, se învecinează cu următoarele cartiere: Carpați-Galați (Sud), Comorofca (Sud-Est), Brăilița (Nord), Progresul și M. Kogălniceanu (Nord-Vest), Islaz (Vest).
29. Progresul : în zona Nordică, se învecinează cu următoarele cartiere: M. Kogălniceanu (Sud), Plantelor (Sud-Est), Brăilița (Est), Pisc (Nord-Est), Vidin (Nord), Timpuri Noi/ Locuri Noi (Nord-Vest), Ansamblul Cimbrului (Vest), Islaz (Sud-Vest).
30. Radu Negru: în zona Sudică, se învecinează cu următoarele cartiere: Colonia 10 (Sud), Brăila Sud/Mecanizatorilor (Est), Viziru 1 (Nord-Est), Ansamblul Buzăului (Nord), Lacu Dulce ANL (Nord-Vest).
31. Obor : în zona Vestică, se învecinează cu următoarele cartiere: Hipodrom (Sud), Școlilor (Sud-Est), Dorobanților (Est), 1 Mai (Nord), Nedelcu Chercea (Nord-Vest), Lacu Dulce/Flămânda (Vest).
32. Școlilor : în zona Vest-Centrală, se învecinează cu următoarele cartiere: Tineretului (Sud), Unirii Sud/Poarta Mică (Est), Dorobanților (Nord), Obor (Nord-Vest),  Hipodrom (Sud-Vest).
33. Timpuri noi/Locuri Noi : în zona Nordică, se învecinează cu următoarele cartiere: Ansamblul Cimbrului (Sud), Progresul (Sud-Est), Vidin (Nord-Est,Nord).
34. Tineretului : în zona Sud-Centrală, se învecinează cu următoarele cartiere:  Artiștilor (Sud), Viziru 2 (Est),  Centru Civic/Esplanada (Nord-Est), Unirii Sud/Poarta Mare (Nord), Școlilor (Nord-Vest), Hipodrom (Vest).
35. Unirii Nord/Poarta Mică : în zona Centrală, se învecinează cu următoarele cartiere: Unirii Sud/Poarta Mare (Sud), Biserica Veche/Centru Vechi Nord (Est), Carpați-Galați (Nord), Gării/Victoriei (Nord-Vest), Dorobanților (Sud-Vest).
36. Unirii Sud/Poarta Mare : în zona Centrală, se învecinează cu următoarele cartiere: Viziru 2 (Sud), Centru Civic/Esplanada (Sud-Est), Belvedere/Centru Vechi Sud (Est), Unirii Nord/ Poarta Mică (Nord),  Dorobanților (Nord-Vest), Școlilor (Vest), Tineretului (Sud-Vest).
37. Pisc : în zona Nordică, se învecinează cu următoarele cartiere: Brăilița (Sud), Progresul (Sud-Vest), Vidin (Nord-Vest) și arealul verde Dig (Est).
38. Vidin : în zona Nordică, se învecinează cu următoarele cartiere: Progresul (Sud), Pisc (Est), Timpuri Noi/Locuri Noi (Vest, Sud-Vest).
39. Viziru 1 : în zona Sudică, se învecinează cu următoarele cartiere: Brăila Sud/Mecanizatorilor (Sud), Călărași 4/Ciocârlia (Nord-Est), Viziru 3 (Nord), Radu Negru (Vest, Sud-Vest).
40. Viziru 2 : în zona Sud-Centrală, se învecinează cu următoarele cartiere: Artiștilor (Sud), Hipodrom (Est), Tineretului (Nord-Vest), Centru Civic/ Esplanada (Nord).
41. Viziru 3 : în zona Sudică, se învecinează cu următoarele cartiere: Viziru 1 (Sud), Călărași 4 (Est), Caporalul Mușat (Nord), Ansamblul Buzăului (Vest), Radu Negru (Sud-Vest).